# 마이마쓰바라역
마이마쓰바라역(일본어: 舞松原駅 まいまつばらえき[*])은 일본 후쿠오카현 후쿠오카시 히가시구에 위치한 규슈 여객철도 가시 선의 철도역이다. 단선 승강장 1면 1선의 구조를 갖춘 지상역이다.

## 역 주변
- 후쿠오카 시립 마이마쓰바라 초등학교

## 역사
- 1994년 3월 1일 : 개업.
- 2009년 3월 1일 : IC카드 SUGOCA의 사용을 개시.
- 2015년 3월 15일 : ANSWER 시스템 도입에 수반해, 무인화.

## 인접 역
| 가시 선                  | 가시 선   | 가시 선        |
| ------------------------ | --------- | -------------- |
| 가시진구 사이토자키 방면 | ■ 가시 선 | 도이 우미 방면 |